# Jonas Svensson (bandyspelare)
Jonas Svensson, född 27 juni 1983, är en svensk bandymålvakt som spelat i Hammarby IF men som sedan säsongen 2009-2010 är tillbaka i moderklubben Ljusdals BK.